# Zwarte Keizersvis
De zwarte keizersvis (Pomacanthus arcuatus) is een grote keizersvis uit het Westelijk deel van de Atlantische Oceaan, de Bahama's, Golf van Mexico en de Caraïbische Zee. Hij komt voor op een diepte tussen 2 en 30 meter, en kan een lengte van 60 cm bereiken.

## Anatomie
De kleur is grijsbruin, met een bleekgrijs gebied rondom de  witte bek, en langs de rand van de staartvin. De staartvin heeft aan achterzijde een rechte rand. De rugvin en aarsvin hebben lange uitlopers. De binnenzijde van de borstvin is geel. Jonge exemplaren zijn zwart met twee lichtgele strepen op het lichaam, en drie op de kop. Hun staartvin is geel, met een verticale gerekte zwarte stip in het midden

## Leefwijze
De vis komt veel voor op koraalriffen en zwemt alleen of in paren. Jonge exemplaren fungeren ook als poetsvissen. De vis is ovipaar en monogaam.